# Weltmeisterschaften im Trampolinturnen 2014
Die 30. Turn-Weltmeisterschaften im Trampolinturnen fanden von 7. bis 9. November 2014 im Ocean Center in Daytona Beach, Florida, Vereinigte Staaten statt. Es wurden keine Mannschaftsbewerbe ausgetragen.

## Ergebnisse

### Männer Einzel
| Rang | Land                | Turner                 |
| ---- | ------------------- | ---------------------- |
|      | Volksrepublik China | Tu Xiao                |
|      | Volksrepublik China | Dong Dong              |
|      | Belarus             | Uladsislau Hantscharou |

### Synchron Männer
| Rang | Land                | Turner                               |
| ---- | ------------------- | ------------------------------------ |
|      | Volksrepublik China | Tu Xiao Dong Dong                    |
|      | Belarus             | Uladsislau Hantscharou Mikalaj Kasak |
|      | Polen               | Artur Zakrzewski Tomasz Adamczyk     |

### Doppel Mini-Trampolin Männer
| Rang | Land               | Turner          |
| ---- | ------------------ | --------------- |
|      | Russland           | Mikhail Zalomin |
|      | Vereinigte Staaten | Austin White    |
|      | Vereinigte Staaten | Austin Nacey    |

### Tumbling Männer
| Rang | Land                | Turner            |
| ---- | ------------------- | ----------------- |
|      | Volksrepublik China | Yang Song         |
|      | Russland            | Alexander Mironow |
|      | Russland            | Tagir Murtasajew  |

### Damen Einzel
| Rank | Land                | Turnerin            |
| ---- | ------------------- | ------------------- |
|      | Volksrepublik China | Liu Lingling        |
|      | Kanada              | Rosannagh MacLennan |
|      | Belarus             | Hanna Hartschonak   |

### Synchron Damen
| Rang | Land                | Turner                               |
| ---- | ------------------- | ------------------------------------ |
|      | Volksrepublik China | Liu Lingling Li Meng                 |
|      | Belarus             | Tazzjana Pjatrenja Hanna Hartschonak |
|      | Kanada              | Samantha Sendel Rosannagh MacLennan  |

### Doppel Mini-Trampolin Damen
| Rang | Land                   | Turner           |
| ---- | ---------------------- | ---------------- |
|      | Vereinigte Staaten     | Erin Jauch       |
|      | Vereinigtes Königreich | Jasmin Short     |
|      | Russland               | Polina Troianowa |

### Tumbling Damen
| Rang | Land                   | Turner          |
| ---- | ---------------------- | --------------- |
|      | Vereinigtes Königreich | Rachael Letsche |
|      | Volksrepublik China    | Chen Jingxi     |
|      | Portugal               | Raquel Pinto    |

### Medaillenspiegel
| Rang | Nation                 | Gold | Silber | Bronze | Gesamt |
| ---- | ---------------------- | ---- | ------ | ------ | ------ |
| 1    | Volksrepublik China    | 5    | 2      | -      | 7      |
| 2    | Russland               | 1    | 1      | 2      | 4      |
| 3    | Vereinigte Staaten     | 1    | 1      | 1      | 3      |
| 4    | Vereinigtes Königreich | 1    | 1      | -      | 2      |
| 5    | Belarus                | -    | 2      | 2      | 4      |
| 6    | Kanada                 | -    | 2      | -      | 2      |
| 7    | Polen                  | -    | -      | 1      | 1      |
| 7    | Portugal               | -    | -      | 1      | 1      |